# Ранкс, Константин Артурович
Ранкс, Константин Артурович (23 февраля 1960 года, Рига, Латвийская ССР) — учёный, морской геолог, журналист и радиоведущий, колумнист, писатель научно-популярного жанра. Специалист по моделированию экстремальных природных ситуаций.

## Биография
Родился 23 февраля 1960 года в Риге (Латвийская ССР). В 1977 году закончил рижскую школу № 21 и поступил в Вильнюсский университет (бывший Вильнюсский государственный университет имени В. Капсукаса) на факультет естественных наук. Учился на кафедре гидрогеологии и инженерной геологии, которую окончил в 1982 году. После нострификации советских дипломов получил степень магистра.
По распределению начал работать во Всесоюзном институте морской геологии, где занимался научно-исследовательской работой, изучая поведение морского дна в условиях катастрофических нагрузок при землетрясениях, цунами, штормах в акваториях Балтийского и арктических морей.
С 1983-го по 1992 год неоднократно бывал в экспедициях на Сахалине, изучая геологию дальневосточных и южных морей, в том числе в рамках международных программ, охватывающих территорию от Курильских островов до Вьетнама.
После распада СССР, в 1994 году, вернулся в Латвию. Работал в рекламном бизнесе, а также ведущим на радио, в частности, вёл цикл радиопрограмм «Домашняя энциклопедия» на радио Mix FM.
В 1999 году получил предложение работать на первой в Евросоюзе русскоязычной FM-радиостанции «Спутник», которая была основана в Хельсинки.
В 2005—2008 годах работал главным редактором газеты «Вести Испании» (Торревьеха), участвовал в съемке новостных и документальных сюжетов для российского телевидения.
Автор научных работ и методик. С 1995 года — журналист, специализирующийся на страноведении и экополитике, ведущий научно-популярных радиопрограмм.
Был ведущим интернет-радиостанции Fontanka.Fm, радиостанции Baltkom. Редактор и автор в Латвии, Испании и Финляндии. Лауреат профессиональных конкурсов. С 2008 года работает с российскими интернет-изданиями. Живёт и работает в Хельсинки, Финляндия и в Юрмале, Латвия.

## Награды
Премия «Золотое перо» — 2016 за тематические научно-популярные программы на радио Baltkom (вместе с Вадимом Радионовым). 